# دانشگاه دئوستو

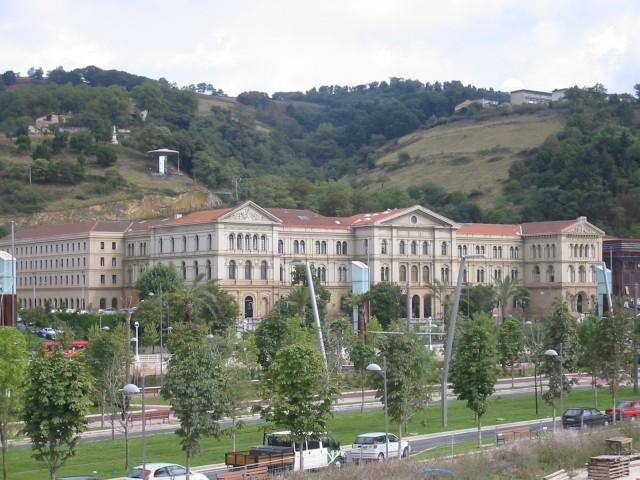
دانشگاه دئوستو

دانشگاه دئوستو یک دانشگاه خصوصی در استان باسک اسپانیا است که ساختمان مرکزی آن در شهر بیلبائو قرار دارد و در شهر معروف سن سباستین نیز شعبه دارد.
این دانشگاه در سال ۱۸۸۶ تأسیس شد زیرا که باسک آرزو داشت دانشگاهی را در دل شهر بیلبائو برای خود داشته باشد. به همین دلیل یک ساختمان عظیم و زیبا طراحی شد که در زمان خودش بزرگترین ساختمان شهر بیلبائو محسوب می‌گردید. در حال حاضر، محوطه اصلی دانشگاه دئوستو در شهر بیلبائو در مقابل موزه گوگنهایم و در منطقه دئوستو قرار دارد که پلی پیاده‌روی زیبایی بر روی رودخانه بیلبائو، محوطه دانشگاه را به کتابخانه کم نظیر دانشگاه دئوستو در منطقه آباندوایبارا متصل می‌کند. کالج بیزینس این دانشگاه که در سال ۱۹۱۶ راه اندازی شد، به مدت نزدیک به پنجاه سال در نوع خودش اولین و تنهاترین کالج در کشور اسپانیا در این زمینه محسوب می‌شد. نام این دانشگاه هم به دلیل واقع شدن در منطقه دئوستو شهر بیلبائو، در آن زمان دئوستو نامگذاری شد.

معماری زیبا و با قدمت ساختمان دانشگاه، یکی از جاذبه‌های توریستی شهر بیلبائو محسوب می‌شود. مشاهیری هم از این دانشگاه برخاسته‌اند که از آن‌ها می‌توان به آلمونیا، کمیسیونر اتحادیه اروپا برای امور اقتصادی و پولی، اسپیدو فرئیره نویسنده معروف اسپانیایی وآلکس دلا ایگلسیا کارگردان سینما اشاره نمود. این دانشگاه چهارده هزار دانشجو دارد و در حال حاضر به عنوان یک دانشگاه شریک در طرح اراسموس ماندوس اتحادیه اروپا، دانشجویان بسیاری در اقصی نقاط مختلف جهان در آن مشغول به تحصیل هستند. دانشکده حقوق این دانشگاه نیز در زمینه حقوق تجارت چند ملیتی و حقوق دریا از شهرت قابل توجهی در اسپانیا و اروپا برخوردار است.